# Liste des monuments nationaux du Santander
Cet article liste les monuments nationaux du département de Santander, en Colombie. Au 9 novembre 2023, 61 monuments nationaux étaient recensés dans ce département.

## Patrimoine matériel
| Code national             | Monument                                                             | Municipalité(s)  | Adresse | Coordonnées                        | Date | Illustration                                    |
| ------------------------- | -------------------------------------------------------------------- | ---------------- | ------- | ---------------------------------- | ---- | ----------------------------------------------- |
| 01-01-01-08-68-077-000001 | Gare ferroviaire de Barbosa                                          | Barbosa          |         | à géolocaliser                     | 1996 | Image manquante Téléverser                      |
| 01-01-02-01-68-079-000001 | Centre historique de Barichara                                       | Barichara        |         | 6° 38′ 09″ nord, 73° 13′ 25″ ouest | 1978 | Centre historique de Barichara                  |
| 01-01-01-09-68-079-000001 | Camino Real de Barichara à Guane                                     | Barichara        |         | 6° 37′ 58″ nord, 73° 13′ 42″ ouest | 1998 | Camino Real de Barichara à Guane                |
| 01-01-01-03-68-079-000001 | Église paroissiale de Santa Lucía                                    | Barichara        |         | 6° 40′ 59″ nord, 73° 14′ 59″ ouest | 1998 | Église paroissiale de Santa Lucía               |
| 01-01-01-08-68-081-000001 | Gare ferroviaire de Barrancabermeja                                  | Barrancabermeja  |         | à géolocaliser                     | 1996 | Gare ferroviaire de Barrancabermeja             |
| 01-01-01-08-68-081-000002 | Gare ferroviaire de Cuatrobocas                                      | Barrancabermeja  |         | à géolocaliser                     | 1996 | Gare ferroviaire de Cuatrobocas                 |
| 01-01-01-08-68-081-000003 | Gare ferroviaire de Pénjamo                                          | Barrancabermeja  |         | à géolocaliser                     | 1996 | Image manquante Téléverser                      |
| 01-01-01-04-68-001-000001 | Collège de Nuestra Señora del Pilar                                  | Bucaramanga      |         | 7° 07′ 20″ nord, 73° 07′ 26″ ouest | 1995 | Collège de Nuestra Señora del Pilar             |
| 01-01-01-03-68-001-000001 | Chapelle de Los Dolores                                              | Bucaramanga      |         | 7° 07′ 01″ nord, 73° 07′ 50″ ouest | 1954 | Chapelle de Los Dolores                         |
| 01-01-01-02-68-001-000001 | Maison de Bolívar                                                    | Bucaramanga      |         | 7° 07′ 01″ nord, 73° 07′ 43″ ouest | 1999 | Maison de Bolívar                               |
| 01-01-01-02-68-001-000002 | Maison natale du Général Custodio García Rovira                      | Bucaramanga      |         | 7° 07′ 00″ nord, 73° 07′ 55″ ouest | 1966 | Maison natale du Général Custodio García Rovira |
| 01-01-01-07-68-001-000001 | Club del Comercio                                                    | Bucaramanga      |         | à géolocaliser                     | 2023 | Image manquante Téléverser                      |
| 01-01-01-04-68-001-000002 | Colisée Peralta                                                      | Bucaramanga      |         | 7° 06′ 55″ nord, 73° 07′ 42″ ouest | 1975 | Image manquante Téléverser                      |
| 01-01-01-08-68-001-000001 | Gare ferroviaire de Café Madrid                                      | Bucaramanga      |         | à géolocaliser                     | 1996 | Gare ferroviaire de Café Madrid                 |
| 01-01-01-08-68-190-000003 | Gare ferroviaire de San Juan                                         | Cimitarra        |         | à géolocaliser                     | 1996 | Image manquante Téléverser                      |
| 01-01-01-08-68-190-000002 | Gare ferroviaire de Puerto Olaya                                     | Cimitarra        |         | à géolocaliser                     | 1996 | Image manquante Téléverser                      |
| 01-01-01-03-68-209-000001 | Église de San Cayetano                                               | Confines         |         | à géolocaliser                     | 1977 | Image manquante Téléverser                      |
| 01-01-01-04-68-211-000001 | Sanatorium de Contratación (immeuble Carrasquilla)                   | Contratación     |         | à géolocaliser                     | 2011 | Image manquante Téléverser                      |
| 01-01-01-04-68-211-000002 | Sanatorium de Contratación (hôpital Don Bosco)                       | Contratación     |         | à géolocaliser                     | 2011 | Image manquante Téléverser                      |
| 01-01-01-04-68-211-000004 | Sanatorium de Contratación (auberge María Mazarello)                 | Contratación     |         | à géolocaliser                     | 2011 | Image manquante Téléverser                      |
| 01-01-01-04-68-211-000003 | Sanatorium de Contratación (entrepôt)                                | Contratación     |         | à géolocaliser                     | 2011 | Image manquante Téléverser                      |
| 01-01-01-04-68-211-000005 | Sanatorium de Contratación (Maison de l'Administration)              | Contratación     |         | à géolocaliser                     | 2011 | Image manquante Téléverser                      |
| 01-01-01-04-68-211-000006 | Sanatorium de Contratación (atelier)                                 | Contratación     |         | à géolocaliser                     | 2011 | Image manquante Téléverser                      |
| 01-01-01-04-68-211-000007 | Sanatorium de Contratación (maison médicale)                         | Contratación     |         | à géolocaliser                     | 2011 | Image manquante Téléverser                      |
| 01-01-01-08-68-307-000001 | Gare ferroviaire de Palmas                                           | Girón            |         | 7° 14′ 00″ nord, 73° 15′ 00″ ouest | 1996 | Image manquante Téléverser                      |
| 01-01-02-01-68-307-000001 | Centre historique de Girón                                           | Girón            |         | à géolocaliser                     | 1963 | Centre historique de Girón                      |
| 01-01-01-08-68-655-000009 | Gare ferroviaire de Puerto Santos                                    | Lebrija          |         | à géolocaliser                     | 1996 | Image manquante Téléverser                      |
| 01-01-01-08-68-406-000001 | Gare ferroviaire de Chuspas                                          | Lebrija          |         | à géolocaliser                     | 1996 | Image manquante Téléverser                      |
| 01-01-01-08-68-406-000002 | Gare ferroviaire de Conchal                                          | Lebrija          |         | à géolocaliser                     | 1996 | Image manquante Téléverser                      |
| 01-01-01-08-68-406-000004 | Gare ferroviaire de Vanegas                                          | Lebrija          |         | à géolocaliser                     | 1996 | Image manquante Téléverser                      |
|                           | Collection de meubles de l'église de Matanza                         | Matanza          |         | à géolocaliser                     | 2000 | Image manquante Téléverser                      |
| 01-01-01-03-68-444-000001 | Église de Matanza                                                    | Matanza          |         | à géolocaliser                     | 2000 | Image manquante Téléverser                      |
| 01-01-01-08-68-572-000001 | Gare ferroviaire de Guayabo                                          | Puente Nacional  |         | à géolocaliser                     | 1996 | Gare ferroviaire de Guayabo                     |
| 01-01-01-08-68-572-000002 | Gare ferroviaire de Límites                                          | Puente Nacional  |         | à géolocaliser                     | 1996 | Image manquante Téléverser                      |
| 01-01-01-08-68-572-000003 | Gare ferroviaire de Los Robles                                       | Puente Nacional  |         | à géolocaliser                     | 1996 | Gare ferroviaire de Los Robles                  |
| 01-01-01-08-68-572-000004 | Gare ferroviaire de Providencia                                      | Puente Nacional  |         | à géolocaliser                     | 1996 | Gare ferroviaire de Providencia                 |
| 01-01-01-08-68-572-000005 | Gare ferroviaire de Puente Nacional                                  | Puente Nacional  |         | à géolocaliser                     | 1996 | Gare ferroviaire de Puente Nacional             |
| 01-01-01-08-68-573-000002 | Gare ferroviaire de Carare                                           | Cimitarra        |         | à géolocaliser                     | 1996 | Image manquante Téléverser                      |
| 01-01-01-08-68-573-000001 | Gare ferroviaire de Montoyas                                         | Vélez            |         | à géolocaliser                     | 1996 | Image manquante Téléverser                      |
| 01-01-01-08-68-575-000001 | Gare ferroviaire d'El Cruce                                          | Puerto Wilches   |         | à géolocaliser                     | 1996 | Image manquante Téléverser                      |
| 01-01-01-08-68-575-000002 | Gare ferroviaire de García Cadena                                    | Puerto Wilches   |         | à géolocaliser                     | 1996 | Image manquante Téléverser                      |
| 01-01-01-08-68-575-000003 | Gare ferroviaire de González Vásquez                                 | Puerto Wilches   |         | à géolocaliser                     | 1996 | Image manquante Téléverser                      |
| 01-01-01-08-68-575-000004 | Gare ferroviaire de Puerto Wilches                                   | Puerto Wilches   |         | à géolocaliser                     | 1996 | Image manquante Téléverser                      |
| 01-01-01-08-68-575-000005 | Gare ferroviaire de Sogamoso                                         | Puerto Wilches   |         | à géolocaliser                     | 1996 | Image manquante Téléverser                      |
| 01-01-01-08-68-615-000001 | Gare ferroviaire de Lebrija                                          | Rionegro         |         | à géolocaliser                     | 1996 | Image manquante Téléverser                      |
| 01-01-01-08-68-655-000010 | Gare ferroviaire de Celestino Mutis                                  | Sabana de Torres |         | à géolocaliser                     | 1996 | Image manquante Téléverser                      |
| 01-01-01-08-68-655-000002 | Gare ferroviaire de Comuneros                                        | Sabana de Torres |         | à géolocaliser                     | 1996 | Image manquante Téléverser                      |
| 01-01-01-08-68-655-000003 | Gare ferroviaire d'Eloy Valenzuela                                   | Sabana de Torres |         | à géolocaliser                     | 1996 | Image manquante Téléverser                      |
| 01-01-01-08-68-655-000004 | Gare ferroviaire de Provincia                                        | Sabana de Torres |         | à géolocaliser                     | 1996 | Image manquante Téléverser                      |
| 01-01-01-08-68-655-000005 | Gare ferroviaire de Sabana de Torres                                 | Sabana de Torres |         | à géolocaliser                     | 1996 | Image manquante Téléverser                      |
| 01-01-01-08-68-655-000006 | Gare ferroviaire de Sabaneta                                         | Sabana de Torres |         | à géolocaliser                     | 1996 | Image manquante Téléverser                      |
| 01-01-01-04-68-679-000001 | Collège universitaire San José et San Pedro de Alcántara de Guanentá | San Gil          |         | à géolocaliser                     | 1984 | Image manquante Téléverser                      |
| 01-01-02-01-68-679-000001 | Centre historique de San Gil                                         | San Gil          |         | à géolocaliser                     | 1963 | Image manquante Téléverser                      |
| 01-01-01-08-68-745-000001 | Gare ferroviaire d'Opón                                              | Simacota         |         | à géolocaliser                     | 1996 | Image manquante Téléverser                      |
| 01-01-01-08-68-745-000002 | Gare ferroviaire de Pulpapel                                         | Simacota         |         | à géolocaliser                     | 1996 | Image manquante Téléverser                      |
| 01-01-01-08-68-745-000003 | Gare ferroviaire de Viscaína (détruite)                              | Simacota         |         | à géolocaliser                     | 1996 | Image manquante Téléverser                      |
| 01-01-01-02-68-755-000001 | Maison de la Culture de Socorro                                      | Socorro          |         | à géolocaliser                     | 1971 | Maison de la Culture de Socorro                 |
| 01-01-01-03-68-755-000009 | Concathédrale de Nuestra señora del Socorro                          | Socorro          |         | à géolocaliser                     | 2011 | Image manquante Téléverser                      |
| 01-01-01-09-68-755-000001 | Pont Comuneros                                                       | Socorro          |         | à géolocaliser                     | 2000 | Pont Comuneros                                  |
| 01-01-02-01-68-755-000001 | Centre historique de Socorro                                         | Socorro          |         | à géolocaliser                     | 1963 | Centre historique de Socorro                    |
| 01-01-01-03-68-861-000001 | Collège universitaire de Vélez                                       | Vélez            |         | à géolocaliser                     | 1973 | Collège universitaire de Vélez                  |